# Luis Olivas
Luis Alejandro Olivas Salcedo (ur. 10 lutego 2000 w Tepic) – meksykański piłkarz występujący na pozycji środkowego obrońcy, reprezentant Meksyku, od 2024 roku zawodnik Guadalajary.